# Torpede humà

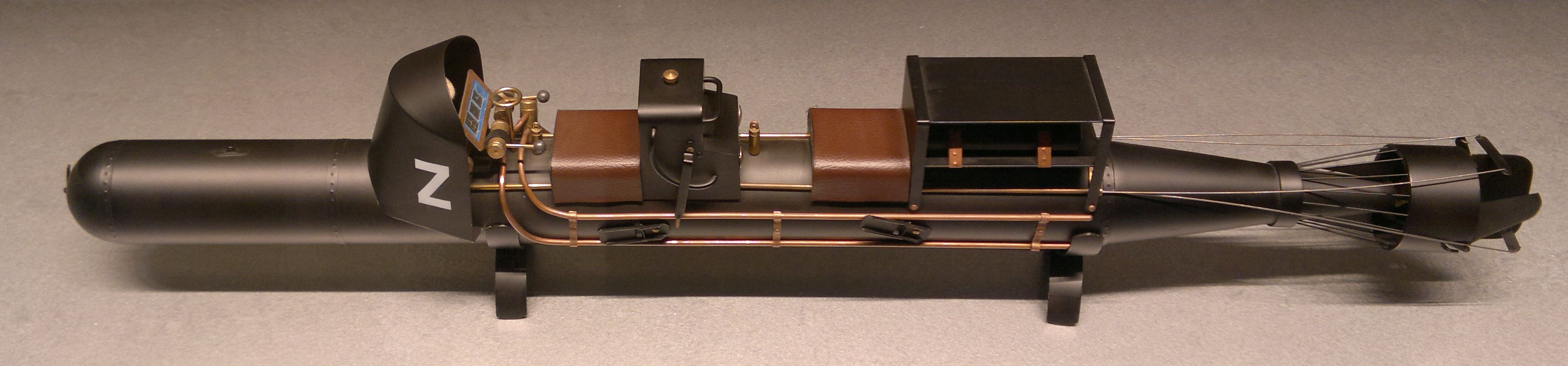
Maqueta d'un torpede humà

Un  torpede humà  és una arma secreta naval inventada durant la Segona Guerra Mundial. El nom es refereix, comunament, a les armes que la Regia Marina (Silur a Lenta Corsa, 'torpede de curs lent') o SLC coloquialmente anomenat Maiale (Porc) i després la Royal Navy (chariots, 'carros de guerra'), van desplaçar al mar Mediterrani per atacar embarcacions en els ports enemics. El dispositiu és bàsicament, un vehicle de propulsió per a busseig.
Són torpedes amb capacitat per a dues persones i impulsats elèctricament. Els tripulants van equipats amb vestits de busseig i munten el dispositiu. Ells condueixen lentament el torpede cap a l'embarcació enemiga a destruir. El cap desmuntable (del torpede), és utilitzada com una mina submarina. És llavors quan connectaven el temporitzador i tornaven al punt de trobada amb el submarí nodrissa
Ja en operació, el torpede és transportat per una altra embarcació, usualment en la coberta d'un submarí) dida, en uns contenidors cilíndrics i alliberat en les proximitats de l'objectiu. La majoria de les operacions que involucren aquesta classe de torpede es van dur a terme durant la nit i amb lluna nova, disminuint així el risc de ser detectats.
- Siluro a Lenta Corsa o SLC col·loquialment anomenat Maiale (Porc)
- Eslora: 6,7 m
- Mànega: 0,533 m
- Cap de combat: 225 kg explosiu
- Velocitat màxima: 2,5/3 nusos
- Autonomia: 32 km
- Profunditat màx. immersió: 30 m
- Propulsió: elèctrica, un eix i dues hèlixs bessones